# تشابولجا
تشابولجا (به لاتین: Čabulja) یک کوه در بوسنی و هرزگوین است که در فدراسیون بوسنی و هرزگوین واقع شده‌است. تشابولجا ۱٬۷۸۶ متر بالاتر از سطح دریا واقع شده‌است.